# Adrianna Lamalle
Adrianna Lamalle (Les Abymes, 27 settembre 1982) è un'ostacolista e velocista francese.

## Biografia
Nata in Guadalupa, Adrianna Lamalle ha avuto un'ottima carriera giovanile culminata con due medaglie ai primi campionati mondiali allievi (riservati agli under 18) nel 1999, più precisamente un oro sui 100 metri ostacoli ed un bronzo sui 100 metri piani. Nel 2000 s'è aggiudicata anche un bronzo ai mondiali juniores, sempre sui 100 m ostacoli.
Passata al professionismo, nel 2005 arriva fino alle semifinali dei 100 m ostacoli ai Mondiali di Helsinki senza però riuscire a qualificarsi per la finale. Nel 2006 si qualifica per la finale dei campionati europei a Göteborg, finendo però ultima col tempo di 12"99. Nella staffetta 4×100 metri vince la semifinale come terza componente della squadra, ma in finale, con la squadra transalpina in lotta per la vittoria, si infortuna poco prima di passare il testimone a Muriel Hurtis.
Ai Mondiali del 2007, disputati ad Osaka, arriva come due anni prima fino alle semifinali, ma il tempo di 12"93 non le garantisce l'accesso in finale.

## Palmarès
| Anno | Manifestazione          | Sede       | Evento      | Risultato  | Prestazione | Note |
| ---- | ----------------------- | ---------- | ----------- | ---------- | ----------- | ---- |
| 1999 | Mondiali allievi        | Bydgoszcz  | 100 m piani | Bronzo     | 11"66       |      |
| 1999 | Mondiali allievi        | Bydgoszcz  | 100 m hs    | Oro        | 13"08       |      |
| 1999 | Europei juniores        | Riga       | 100 m piani | Bronzo     | 11"51       |      |
| 1999 | Europei juniores        | Riga       | 4×100 m     | Bronzo     | 44"69       |      |
| 2000 | Mondiali juniores       | Santiago   | 100 m hs    | Bronzo     | 13"27       |      |
| 2001 | Europei juniores        | Grosseto   | 100 m hs    | Argento    | 13"08 w     |      |
| 2001 | Europei juniores        | Grosseto   | 4×100 m     | Argento    | 44"37       |      |
| 2005 | Giochi del Mediterraneo | Almería    | 100 m hs    | Argento    | 12"99       |      |
| 2005 | Mondiali                | Helsinki   | 100 m hs    | Semifinale | 13"60       |      |
| 2005 | Universiadi             | Smirne     | 100 m hs    | 4ª         | 13"07       |      |
| 2005 | Universiadi             | Smirne     | 4×100 m     | Argento    | 43"73       |      |
| 2006 | Mondiali indoor         | Mosca      | 60 m hs     | Semifinale | 8"06        |      |
| 2006 | Europei                 | Göteborg   | 100 m hs    | 8ª         | 12"99       |      |
| 2007 | Europei indoor          | Birmingham | 60 m hs     | Batteria   | 8"12        |      |
| 2007 | Mondiali                | Osaka      | 100 m hs    | Semifinale | 12"93       |      |

## Altre competizioni internazionali
2006
- Bronzo in Coppa Europa ( Malaga), 100 m hs - 12"90